# Moussa Sow
Moussa Sow (* 19. Januar 1986 in Mantes-la-Jolie, Frankreich) ist ein senegalesischer ehemaliger Fußballspieler, der auch die französische Staatsbürgerschaft besitzt.

## Karriere

### Verein
Seine Profikarriere begann Moussa Sow 2004 in der Bretagne beim französischen Erstligisten Stade Rennes, für die er sowohl in der Reserve- als auch in der Profimannschaft eingesetzt wurde. Sein Debüt für die Profis feierte der damals 18-Jährige im Oktober 2004 in der Ligue 1 gegen den FC Metz, als er in der 87. Minute für Alexander Frei eingewechselt wurde. Am 3. November 2005 gab er sein Spieldebüt im Europapokal gegen Rapid Bukarest in der Gruppenphase des UEFA-Pokals. Seine ersten Tore bei den Profis von Stade Rennes erzielte Sow im Januar 2006 in der ersten Runde des französischen Pokals gegen USC Corte; es gelangen ihm zwei Tore in zwei Minuten zum 3:2-Sieg seiner Mannschaft.
Kurz nach Beginn der Saison 2007/08 wurde er für den Rest der Spielzeit an den französischen Zweitligisten CS Sedan ausgeliehen. Mit Sedan verpasste Sow knapp den Aufstieg als Viertplatzierter der Ligue 2. Außerdem erreichte er mit der Mannschaft das Halbfinale des französischen Pokals und schied dort gegen den späteren Pokalsieger Olympique Lyon aus.
Ab 2010 spielte er für den OSC Lille. In der Saison 2010/11 wurde Sow mit 25 Treffern Torschützenkönig der Ligue 1. In jener Saison gewann er mit dem OSC Lille den französischen Pokal und die französische Meisterschaft.
Am 27. Januar 2012 wechselte Sow für zehn Millionen Euro Ablöse in die Türkei zu Fenerbahçe Istanbul, wo er einen Viereinhalbjahresvertrag unterzeichnete.
Ende August 2015 wechselte er für sechzehn Millionen Euro Ablöse in die Vereinigten Arabischen Emirate zu Al-Ahli Dubai, wo er einen Dreijahresvertrag unterzeichnete; er erhielt die Rückennummer 8. Zusätzlich bekam Sow beim Wechsel zu Al-Ahli Dubai eine Million Euro Handgeld. In seinem zweiten Ligaspiel gelang ihm am 15. Oktober 2015 beim 3:1-Sieg gegen den Al-Schardscha sein erstes Saisontor. In der Saison 2015/16 wurde Al-Ahli Dubai Meister und Sow war mit 13 Toren in 24 Pflichtspielen der beste Schütze seiner Mannschaft und belegte den siebten Platz in der Torschützenliste.
Am 31. August 2016 kehrte Sow zurück in die Süper Lig und wurde an den türkischen Erstligisten Fenerbahçe Istanbul für die Saison 2016/17 ausgeliehen. Beim 5:1-Sieg gegen Kasımpaşa Istanbul erzielte Moussa Sow sein erstes Saisontor. Seit dem 2. Oktober 2017 spielt er wieder bei Al-Ahli Dubai. Aber schon Anfang Januar 2018 folgte ein erneuter Wechsel für ein halbes Jahr, diesmal zu Bursaspor. Im Januar 2019 wechselte er in die zweite türkische Liga zu Gazişehir Gaziantep FK.

### Nationalmannschaft

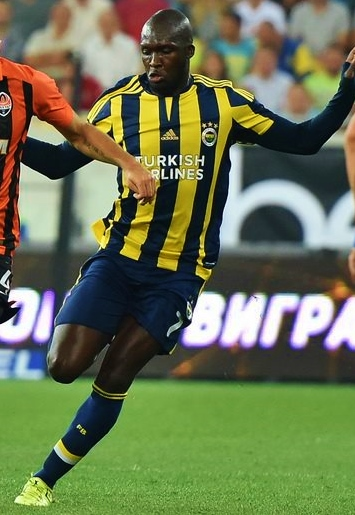
Moussa Sow im Einsatz für Fenerbahçe Istanbul (2015).

Sow durchlief die französischen Juniorennationalmannschaften der U-19 und U-21, ergänzend gewann er 2005 mit den U-19-Junioren die Europameisterschaft in Nordirland.
Später (2009) entschied sich Moussa Sow, dann aber in Zukunft für die senegalesische Nationalmannschaft aufzulaufen. Sein Länderspieldebüt feierte er im September 2009 beim Freundschaftsspiel gegen Angola und ein Jahr später erzielte er auch sein erstes Länderspieltor beim 4:2-Sieg im Qualifikationsspiel zum Afrika-Cup 2012 gegen die Demokratische Republik Kongo.
Sow wurde in den senegalesischen Kader für die Fußball-Weltmeisterschaft 2018 berufen, allerdings kam er nicht zum Einsatz. Im August 2018 kündigte er nach insgesamt 50 Länderspielen und erzielten 18 Toren seinen Rücktritt aus der Nationalmannschaft an.

## Erfolge und Auszeichnungen

### Nationalmannschaft
Französische U19-Nationalmannschaft
- Europameister: 2005 in Nordirland

### Verein
Stade Rennes (2003–2010)
- Französischer Meister der Reserve-Liga: 2007[1]
- UEFA Intertoto Cup: 2008

OSC Lille (2010–2011)
- Französischer Pokalsieger: 2011
- Französischer Meister: 2011

Fenerbahçe Istanbul
- Türkischer Pokalsieger: 2012, 2013
- Türkischer Meister: 2014
- Türkischer Supercup-Sieger: 2014

Al-Ahli Dubai
- Meister der Vereinigten Arabischen Emirate: 2016

### Persönliche Ehrungen
- Torschützenkönig der Ligue 1: 2010/11 (25 Tore in 36 Ligaspielen)[11]
- Gewählt in das Team des Jahres der Ligue 1: 2011
- Senegals Fußballer des Jahres: 2011,[12] 2013
- Gewählt in das Team des Jahres Afrikas (CAF Best XI): 2011[13]